# レディ・プレイヤー1
『レディ・プレイヤー1』（原題: Ready Player One）は、2018年にアメリカ合衆国で公開されたSF映画である。監督はスティーヴン・スピルバーグ、主演はタイ・シェリダンとオリヴィア・クック。原作はアーネスト・クラインの小説『ゲームウォーズ』。日本では『レディプレ』とも表記される。

## あらすじ
プロローグ
2045年。環境汚染や気候変動、政治の機能不全により世界は荒廃していた。そのためスラム街で暮らさざるを得ない状況に陥った地球上の人類の多くは、「オアシス」というVR世界に現実逃避して入り浸っていた。
現在オアシス内では、創始者であるジェームズ・ハリデー亡き後公表された彼の遺言により、ゲーム内に隠された3つの鍵を手に入れた勝者にはオアシスの所有権と5000億ドル（日本円で約56兆円）相当のハリデーの遺産が授与される「アノラック・ゲーム」が開催されていた。
ハリデーがオアシス内に隠したとされるアイテム“イースターエッグ”を手に入れるためプレイヤー“ガンター（エッグハンター）”達が日々鍵を手にするための関門となるゲームに挑んでいたが、始まって5年が経過して、最初の鍵を手に入れるための試練である「レースゲーム」は見つかっていたものの、誰もクリアできていなかった。
第一の試練
オハイオ州コロンバスのスラムに住む若者ウェイド・ワッツことガンター・パーシヴァルも、勝者となるべく日々奮闘していたが、ゲームにはオアシスの独占を欲す世界第2位の大企業IOI（イノベイテブ・オンライン・インダストリーズ）社社長ノーラン・ソレントが送りこんだ、精鋭のガンターチーム“シクサーズ”もいた。
ウェイドは、ハリデー記念館で偶然得たハリデーの発言をヒントに、誰もが考えていなかった予想外のプレイをすることでみごと第一の試練を突破する。攻略の鍵は、スタート地点の後方に向かって進むことであり、そこからショートカットすることができたのだ。
しかし、初の試練突破者となった彼に現実世界でも魔の手が及び、レジスタンスのアルテミスやオンライン仲間たちと共に、ソレントの陰謀に立ち向かっていくこととなる。

## 登場人物
ウェイド・オーウェン・ワッツ / パーシヴァル（Wade / Parzival）
主人公の少年。
サマンサ・イヴリン・クック / アルテミス（Samantha / Art3mis）
本作のヒロイン。”シクサー殺し”の異名を持つ。
ノーラン・ソレント（Sorrento）
IOI社の社長。原作ではIOI役員として登場している。
アイロック（I-R0k）
ソレントに雇われてガンター狩りを行う殺し屋。原作ではあくまでウェイドたちとゲームで競い合うライバルにすぎなかった。
ヘレン・ハリス / エイチ（Helen / Aech）
パーシヴァルの親友。プレイヤー達から修理や改造を請け負っている。オアシスでは巨体の大男だが、現実世界では女性だった。
ゾウ / ショウ（Sho）
パーシヴァルの友人。原作では日本人だが、多民族化を望むスピルバーグの意向で中国人に変更されている。
トシロウ / ダイトウ（Daito）
パーシヴァルの友人。アバターに関しては後述。
オグデン・モロー / 案内人（Ogden Morrow / Curator）
ハリデーと共にグレガリアス社を設立した。
ジェームズ・ドノヴァン・ハリデー / アノラック（Halliday / Anorak）
オアシスの開発者であり創始者。
フナーレ・ザンドー（F'Nale Zandor）
ソレントの部下。原作にはいないキャラクター。
リック（Rick）
アリスの恋人。
アリス（Alice）
ウェイドの叔母。
レブ（Reb）
IOIに対抗する反乱軍の一員。
カレン・アンダーウッド・モロー / キーラ（Kira）
ハリデーの恋した女性。

## キャスト
吹替キャストには『バック・トゥ・ザ・フューチャー』の吹替を務めた経験のある、山寺宏一、三ツ矢雄二、高島雅羅、玄田哲章といった実力派の声優陣が多くキャスティングされている。また、岸田恵子は（映画「トランスフォーマー」シリーズの第1作目を除く）ドリームワークス作品でも吹替翻訳を担当している。
| 役名                                          | 俳優                   | 日本語吹替            |
| --------------------------------------------- | ---------------------- | --------------------- |
| ウェイド・オーウェン・ワッツ / パーシヴァル   | タイ・シェリダン       | KENN                  |
| サマンサ・イヴリン・クック / アルテミス       | オリヴィア・クック     | 坂本真綾              |
| ノーラン・ソレント                            | ベン・メンデルソーン   | 楠大典                |
| アイロック                                    | T・J・ミラー           | 佐藤せつじ            |
| ヘレン・ハリス / エイチ                       | リナ・ウェイス         | 斉藤貴美子            |
| ゾウ / ショウ                                 | フィリップ・チャオ     | 小林由美子 / 松岡禎丞 |
| トシロウ / ダイトウ                           | 森崎ウィン             | 森崎ウィン            |
| オグデン・モロー                              | サイモン・ペッグ       | 山寺宏一              |
| ジェームズ・ドノヴァン・ハリデー / アノラック | マーク・ライランス     | 後藤哲夫              |
| フナーレ・ザンドー                            | ハナ・ジョン＝カーメン | 茅野愛衣              |
| リック                                        | ラルフ・アイネソン     | 玄田哲章              |
| アリス                                        | スーザン・リンチ       | 高島雅羅              |
| レブ                                          | レティーシャ・ライト   |                       |
| 短髪シクサー研究員                            | ジェームス・ドライデン | 三ツ矢雄二            |
| 女性シクサー研究員                            | ロナ・モリソン         | 日髙のり子            |
| ヒゲのシクサー研究員                          |                        | 遠藤純一              |
| IOI重役                                       |                        | 桐本拓哉              |
| ゴロー                                        | ヴィク・チャオ         | 乃村健次              |
| 英国人IOI                                     |                        | 上田燿司              |
| カレン・アンダーウッド・モロー / キーラ       | パーディタ・ウィークス | よのひかり            |
| シクサー指揮官                                |                        | 最上嗣生              |
| ブルネットIOI                                 |                        | 種市桃子              |
| 巻き毛シクサー研究員                          |                        | 手塚ヒロミチ          |
| 金髪シクサー研究員                            |                        | 北田理道              |
| グレイディの双子①②                            |                        | 佐藤美由希            |
| Vネックの少年                                 |                        | 松浦裕美子            |
| ゲーム中の母親                                |                        | 清水はる香            |
| 熱いプレーヤー                                |                        | 岩中睦樹              |
| 女豹アバター                                  |                        | 大津愛理              |
| バーテン                                      |                        | 小若和郁那            |
| パニクるシクサー                              |                        | 真木駿一              |
|                                               |                        |                       |
| 演出                                          | N/A                    | 依田孝利              |
| 翻訳                                          | N/A                    | 岸田恵子              |
| 録音                                          | N/A                    | 菊地一之              |
| 制作                                          | N/A                    | 東北新社              |

## スタッフ
- 監督：スティーブン・スピルバーグ
- 製作：ブルース・バーマン、ドナルド・デ・ライン、クリストファーーデファリア
- 製作総指揮： アダム・ソムナー、ダニエル・ルピ、クリス・デファリア、ブルース・バーマン
- 脚本：アーネスト・クライン、ザック・ペン
- 撮影：ヤヌス・カミンスキー
- 美術：Guy Bradley、Gavin Fitch、Claire Fleming、Martin Macrae、Stuart Rose、Mark Scruton、Remo Tozzi
- 編集：マイケル・カーン、サラ・ブラッシャー
- 音楽：アラン・シルヴェストリ
- 衣装：カシア・ワリッカ＝メイモン
- 主題歌：「ジャンプ」ヴァン・ヘイレン
- 視覚効果&アニメーション：インダストリアル・ライト&マジック、デジタルドメイン、Territory Studio
- VFXスーパーバイザー：ロジャー・ガイエット
- 製作：ワーナー・ブラザース映画、アンブリン・パートナーズ、アンブリン・エンターテインメント、ヴィレッジ・ロードショー・ピクチャーズ、アクセス・エンターテインメント、デューン・エンターテインメント、ファラー・フィルムズ&マネジメント
- 提供：ワーナー・ブラザース映画、アンブリン・エンターテインメント

## 製作

### 企画
ワーナー・ブラザース映画とデ・ライン・ピクチャーズはアーネスト・クラインの『ゲームウォーズ』の映画化権を出版前に獲得し、脚色作業はクライン自ら担当することになった。クラインが執筆した初稿はエリック・イーソンとザック・ペンによってリライトされた。また、ヴィレッジ・ロードショー・ピクチャーズがワーナー・ブラザースと共に映画を共同製作することが発表された。
2015年3月、スティーヴン・スピルバーグが本作のメガホンを取ることになったと報じられた。スピルバーグにとっては、2011年公開の『タンタンの冒険/ユニコーン号の秘密』以来となるアクション・ファンタジー映画作品となった。

### キャスティング

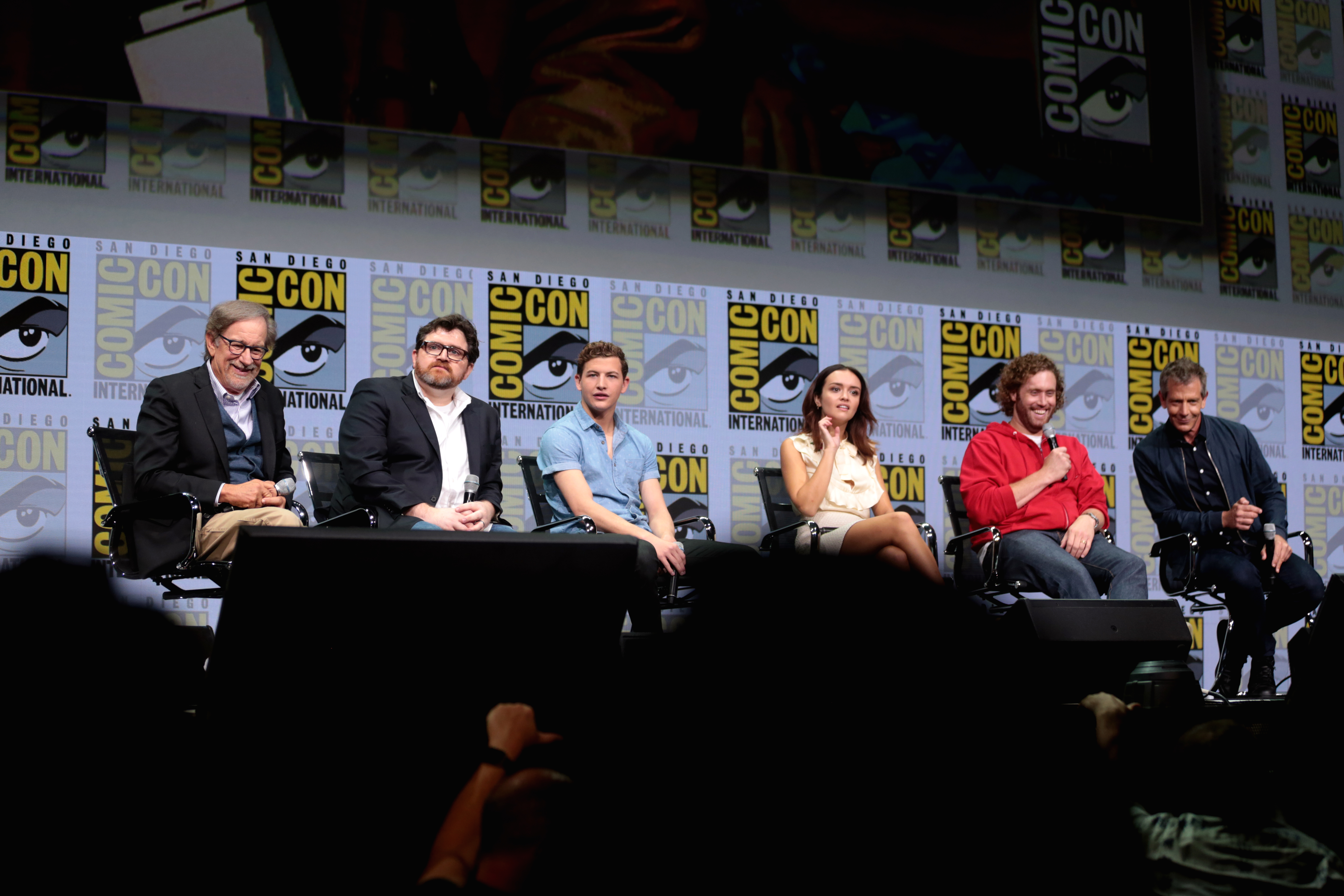
監督と主要キャスト

サマンサ・クック役の最終候補にはオリヴィア・クック、エル・ファニング、ローラ・カークの名前が挙がっていた。2015年9月、クックがサマンサ役に決定したとの報道があった。
2016年1月、ベン・メンデルソーンの出演が決まった。2月、タイ・シェリダンが主人公のウェイド・ワッツを演じることになったと報じられた。3月、サイモン・ペッグにオグデン・モロー役のオファーが出ていると報じられた。
4月、マーク・ライランスが本作に出演することになったとの報道があった。6月1日、T・J・ミラーが本作で賞金稼ぎを演じることになったと報じられた。5日、森崎ウィンがダイトウ役に起用されたとの報道があった。24日、ハンナ・ジョン＝カーメンの出演が決まった。

### 撮影
主要撮影は2016年7月に始まった。8月から9月にかけて、イギリスのバーミンガムでも撮影が行われた。ジュエリー・クォーターでは終盤のカーチェイスのシーンが撮影された。ディグベスではオハイオのシーンが撮影され、CGで複数の建物を消去して2045年のオハイオを作成している。9月27日に本作の主要撮影が終了した。
スピルバーグは視覚効果をインダストリアル・ライト&マジックに依頼し、毎週3時間をミーティングに費やした。スピルバーグは「『プライベート・ライアン』以降、最も製作が困難な作品だった」と回想している。

### 音楽
2016年6月9日、スピルバーグ作品の常連であるジョン・ウィリアムズが本作で使用される楽曲を作曲することになったと報じられた。2017年7月、ウィリアムズが『ペンタゴン・ペーパーズ/最高機密文書』に専念するために降板し、その後任としてアラン・シルヴェストリが起用されることになった。

## 公開
当初、本作は2017年12月15日に全米公開される予定だったが、同日に公開される『スター・ウォーズ/最後のジェダイ』との競合を避けるために、公開日が2018年3月30日に延期されることになった。その後2018年1月に、公開日が2018年3月29日として1日前に公開されることになった。

### 興行収入
本作の製作費は1億7,500万ドルだが、マーケティングにかかった費用も回収するためには4億4,000万ドル以上を稼ぎ出す必要があった。全世界での興収は5億8千万ドルを超え、大幅な利益をもたらした。
本作は『アクリモニー: 辛辣な復讐』や『God's Not Dead: A Light in Darkness』と同じ週に封切られ、公開初週末に4,000万ドルから5,000万ドルを稼ぎ出すと予想されていたが、この予想は的中した。2018年3月29日、本作は全米4,234館で封切られ、公開初日の興行収入は1,210万ドルを記録し、公開初週末には4,176万ドルを稼ぎ出し、週末興行収入ランキング初登場1位となった。この数字は2008年に公開された『インディ・ジョーンズ/クリスタル・スカルの王国』の記録を更新し、スピルバーグ監督作品としては最高のものとなった。
公開第2週末の興行収入は前週より40%減の2,510万ドルを記録し、興行収入ランキングは『クワイエット・プレイス』に次ぐ第2位となった。公開第3週末の興行収入は1,120万ドルを記録し、興行収入ランキングは『ランペイジ 巨獣大乱闘』『クワイエット・プレイス』『トゥルース・オア・デア 〜殺人ゲーム〜』に次ぐ第4位となった。
世界市場では中国を含む62か国で公開され、公開初週の興行収入は1億ドルから1億2,000万ドルと予想され、公開初日には290万ドルの興行収入を記録した。中国では公開初日に1,475万ドルの興行収入を記録しており、公開初週末には6,170万ドルを記録し、他の国では韓国810万ドル、イギリス730万ドル、ロシア610万ドル、フランス600万ドルとなっている。世界市場における公開第2週末の興行収入は8,170万ドルを記録したが、第3週末は前週より58.6%減の3,380万ドルとなり、第4週末の興行収入は2,300万ドルを記録した。
中国では公開第2週末に4,200万ドル、第3週末には1,390万ドルの興行成績を収めている。4月21日には中国で興行収入が2億ドルを越え、同国市場で公開されたアメリカ映画で史上10番目の高収入映画となり、公開第4週末には824万ドルを記録した。4月20日には最後の主要市場となる日本で公開され、公開初週に440万ドルの興行収入を記録した。

### 評価
本作は批評家から好意的に評価されている。映画批評集積サイトのRotten Tomatoesには312件のレビューがあり、批評家支持率は74%、平均点は10点満点で6.9点となっている。サイト側による批評家の見解の要約は「『レディ・プレイヤー1』は甘美な郷愁を誘う作品であり、スリリングな作品でもある。スピルバーグ監督の強みを凝縮した一作であり、監督のフィルモグラフィに魅力あるアドベンチャー映画がまた1本加わった。」となっている。また、Metacriticには55件のレビューがあり、加重平均値は64/100となっている。なお、本作のCinemaScoreはA-となっている。

### 続編の可能性
2018年1月15日、「アーネスト・クラインが『ゲームウォーズ』の続編を執筆している」と報じられた。本作が全米公開されたあと、クラインは「『レディ・プレイヤー1』が興行的に成功すれば、ワーナー・ブラザース映画は続編を作りたいと思うはずです。ただ、スピルバーグ監督が続投してくれるかは分かりません。監督は「私はこれまでに何本も映画を作ったが、『レディ・プレイヤー1』は3番目に作るのが難しい映画だった」と述べていらっしゃるからです」と語った。また、本作では登場させることができなかったウルトラマンに関しても、「続編が決まればぜひ登場させたい」とスピルバーグはインタビューで述べている。

## クロスオーバー
原作と同様、本作には1980年代の大衆文化に対するオマージュが数多く盛り込まれている。また、日本・アメリカの主に1980年代から90年代の映像・ビデオゲーム作品の要素が数多く登場する。スピルバーグとプロデューサー陣は、クロスオーバーのための著作権交渉に数年を費やした。スピルバーグによると、製作に必要とされた著作権の80%を獲得している。
一方、1980年代にスピルバーグがヒットさせた『E.T.』の宇宙人、E.T.や『レイダース/失われたアーク《聖櫃》』の主人公インディアナ・ジョーンズのクロスオーバーは原作には存在するが、本作にはない。その理由について、スピルバーグは「（自作への言及が）自惚れによるものだと批判されることを回避するためです」と語っている。当初、スピルバーグはデロリアンをも登場させない意向だったが、クラインの説得を受けて登場させることにしたという。また、『未知との遭遇』の権利を獲得するため、ワーナー・ブラザース映画との交渉が行われたが、不首尾に終わった。
脚本で重要な要素となっていた『ブレードランナー』については、『ブレードランナー 2049』の製作期間と重なっていたため著作権交渉を断念しており、代わりにスピルバーグの友人だったスタンリー・キューブリックの監督映画『シャイニング』を登場させることに決め、権利を取得した。原作では主人公の愛用機として東映版『スパイダーマン』でスパイダーマンが操縦する巨大ロボット“レオパルドン”が活躍するが、アメリカ本国および欧米諸国では同作品が放映されたことがなく知名度が低いことから本作には登場しない。
また、原作では主人公がウルトラマンに変身するが、ウルトラマンも本作には登場しない。アーネスト・クラインによれば「円谷プロダクションは前向きだったが海外の権利問題を抱えているために使用できなかった」という。この問題は、のちに版権をめぐる訴訟において円谷プロダクション側の完全勝訴となり解決した。
脚本を担当したアーネスト・クラインは「世界観に同じVRを題材にした押井守の『アヴァロン』からインスピレーションを受けてる」と公言している。

### スピルバーグ関連作品
『バック・トゥ・ザ・フューチャーシリーズ』
デロリアン
シリーズにおけるタイムマシン。パート1の車体だが、パート2のホバーコンバージョン機能も付いており短時間ながら浮遊することが可能。ナンバープレートは『ゲームウォーズ』同様ナンバー部分がPARZIVAL（パーシヴァル）になっている。
フロントはK.I.T.T.の搭載によりDMCエンブレムが無くその部分がセンサーライトとなっている。小説ではチームの移動の際に登場するのみだが、本作ではレオパルドンの代わりの愛用機としての役割を担い、レースや戦闘でも使用される。
ゴールディ・ウィルソン市長の選挙ポスター
エイチの部屋に飾られている。
エメット・ブラウン（ドク）
　冒頭にアバターが登場
『ジュラシックシリーズ』
ティラノサウルス
大型の肉食恐竜。デザインは勿論鳴き声もシリーズに準じている。1つ目の鍵のレースのトラップとして登場。シリーズと同じ追走劇を展開する。
『トランスフォーマーシリーズ』
オプティマスプライム
金属生命体。最終決戦で登場。
『宇宙戦争』
トライポッド
ソレントがアイロックに“オジュヴォックスの天球”を手に入れたことを確認するシーンで倒れている。
『グーニーズ』
ロトニー・フラッテリー
ヴィラン。
『グレムリン』
グレムリン
モグワイが変身したグレムリン。
なお、オジュヴォックスの天球が入っていた箱は、原作でモグワイが入っていた箱である。

### ワーナー・ブラザース映画作品
ワーナー・ブラザースは、本作の製作会社の1つ。ただし、原作が別作品であったり配給のみの作品もあり、全ての映像権をもとから所有していたわけではない。
『アイアン・ジャイアント』
ワーナー・ブラザース制作映画作品。
アイアン・ジャイアント
意思を持つ謎の巨大人型ロボット。原作小説『ゲームウォーズ』では顔見世程度の登場だが、本作ではヘレンのアバターとして登場する。なお、『ゲームウォーズ』ではエイチがガンダムを操縦している。
最終決戦で使用され、最終的に仲間たちの為に自ら橋となったがアイロックの銃撃を受け転落、渡り切った仲間たちに親指を立て溶岩の中に消えた。
『シャイニング』
ハリデーがデートで観に行った映画。2つ目の鍵のクエストとして登場。
グレイディの双子
幽霊。エイチをエレベーターに誘う。
237号室の女（ロレイン・マッシー夫人）
バスルームでジャックを誘惑した裸の美女。本作では腐乱した正体を現し巨大化もして刃物でプレイヤーに襲いかかる。
ジャック・トランス
主人公の小説家。姿をはっきり見せないものの斧を振りかざしてプレイヤーに襲いかかる。
なお、幽霊たちと映っていたパーティー写真の彼の顔がハリデーの顔に置き換わっている。
『イレイザー』
EM－1レールガン
サイレス社が開発した最新鋭の武器で、青く鈍く光る弾を発射するスナイパーライフル型の銃。序盤ドゥームでエイチが倒した敵がドロップ、そのままエイチが獲得し使用した。
なお、最終決戦でパーシヴァルが使うレールガンは他作品の別物である。
『マッドマックス』
ワーナー・ブラザース配給映画作品。なお、シリーズ中『マッドマックス 怒りのデス・ロード』は本作品と同じくヴィレッジ・ロードショー・ピクチャーズとデューン・エンタテインメントが制作会社の1つ。
インターセプター
主人公マックスの車。レースに登場する。鉄球のトラップによって横転する（映画第1作の横転を再現している）。
『スピード・レーサー』
ワーナー・ブラザース配給映画作品。アニメ『マッハGoGoGo』の実写化作品。なお、『スピード・レーサー』は本作品と同じくヴィレッジ・ロードショー・ピクチャーズが制作会社の1つ。
マッハ号
主役レーシングマシン。ダイトウが運転する。『スピード・レーサー』に近いデザインで登場。
『キング・コング』
キングコング
本作の個体は、どの映画とも異なるオリジナルのものとなっている。大きさや外見はスピルバーグと親交が深く『タンタンの冒険/ユニコーン号の秘密』の製作も担当しているピーター・ジャクソン版の『キング・コング』に近い。
なお、2017年に公開された映画『キングコング:髑髏島の巨神』はワーナー・ブラザース配給だがそれ以前の映画は別会社制作・配給。
『ビートルジュース』
ワーナー・ブラザース配給作品。主人公ビートルジュースが登場。
舞台版が本作公開と同年に公開予定。
『ルーニー・テューンズ』
ワーナー・ブラザース配給作品。短編アニメーションシリーズ。
マービン・ザ・マーシャン
火星人。冒頭でオアシス内をうろついている。

#### DC関連作品
本作に登場するキャラクターなどの多くのDC関連作品は、テレビドラマ『怪鳥人間バットマン』などの例外はあるものの、『バットマン リターンズ』や『スーサイド・スクワッド』などワーナー・ブラザース配給作品が多くをしめている。
DCは1969年以降ワーナー・ブラザース傘下となっている。
『バットマンシリーズ』
バットマン
主人公。あちこちで登場。
ジョーカー
ヴィラン。初出は漫画『バットマン』。映画『バットマン』などのワーナー・ブラザース配給作品にも登場するが、本作では『ダークナイト』のメイクに『バットマン』のコスチュームを掛け合わせたようなデザインになっている。
ハーレイ・クイン
ヴィラン。初出はアニメ『バットマン』。映画『スーサイド・スクワッド』などのワーナー・ブラザース配給作品にも登場するが、本作ではワーナー・ブラザースが発売元となったゲーム作品に近いデザインになっている。
キャットウーマン
ヴィラン。映画『バットマン リターンズ』や映画『キャットウーマン』などのワーナー・ブラザース配給作品にも登場するが、本作では原作に近いデザインになっている。なお、『キャットウーマン』は本作品と同じくヴィレッジ・ロードショー・ピクチャーズが制作会社の1つ。
デスストローク
ヴィラン。初出は漫画『ニュー・ティーンタイタンズ』。映画『ジャスティス・リーグ』などのワーナー・ブラザース配給作品にも登場するが、本作では原作に近いデザインになっている。
デッドショット
ヴィラン。初出は漫画『バットマン』。映画『スーサイド・スクワッド』などのワーナー・ブラザース配給作品にも登場するが、本作では原作に近いデザインになっている。
バットモービル
ドラマ『怪鳥人間バットマン 』に登場したバットマンの車。漫画や映画にも登場するが、本作では『怪鳥人間バットマン』に近いデザインとなっている。
レースに登場するが、キングコングの妨害によって道が崩壊。ギリギリで難を逃れたかに思えたが、エイチのモンスタートラックに追突され、バットマンもろとも転落した。
アーカム・ナイト
ゲーム『バットマン アーカム・ナイト』のメインキャラクター。
『スーパーマンシリーズ』
スーパーマン / クラーク・ケント
主人公。パーシヴァルがハリデー博物館でクラークをイメージした容姿に変装する。またソレントのアバターがスーパーマンの髪型をしている。
レックス・ルーサー
ヴィラン。映画『スーパーマン』の彼の台詞が引用される場面がある。
『ワンダーウーマンシリーズ』
ワンダーウーマンのエンブレム
アルテミスのカネダ・バイクにステッカーが貼られている。

#### ニュー・ライン・シネマ映画作品
ニュー・ライン・シネマ社は、2008年2月28日にワーナー・ブラザースに吸収されている。
『ロード・オブ・ザ・リングシリーズ』
ニュー・ライン・シネマ配給作品。なお、『指輪物語』を原作とする『ロード・オブ・ザ・リングシリーズ』はワーナー・ブラザース制作・配給ではないが、『ホビットの冒険』を原作とする『ホビットシリーズ』はワーナー・ブラザース配給。
ガンダルフ
魔法使い。ナイトクラブに登場。
『スポーン』
主人公（ヒーロー）スポーンが登場。
『エルム街の悪夢シリーズ』
ニュー・ライン・シネマ配給作品。2010年のリメイク映画『エルム街の悪夢 リメイク版』はワーナー・ブラザース配給。
フレディ・クルーガー
この映画における主人公。序盤ドゥームでエイチに倒される。
『13日の金曜日シリーズ』
ニュー・ライン・シネマ配給作品。2003年には上記の『エルム街の悪夢』とのクロスオーバー作品『フレディVSジェイソン』も制作された。
ジェイソン・ボーヒーズ
この映画における主人公で、御馴染のアイスホッケーマスクを被って登場。序盤ドゥームでダイトウとショウに倒される。

### その他の映画作品
『AKIRA』
『AKIRA』には以前実写映画化の企画があり、その際「ワーナー・ブラザース（本作の制作会社の1つ）制作」と報道されていた。

カネダ・バイク
主人公の金田が使うネオ東京のバイク。本作のそれはアルテミスが運転する特別仕様車であり、原典とは一部仕様が異なる。
『市民ケーン』
スピルバーグが敬愛するオーソン・ウェルズの出世作。
バラの蕾
主人公が死ぬ直前に放った言葉。作中ハリデーが残したイースターエッグのヒントを「バラの蕾」として引用している。
ちなみに、原作のバラの蕾の正体だったそりはスピルバーグが所有している。
『コナン・ザ・グレート』
主人公コナンのアバターが冒頭で登場。
『ラスト・アクション・ヒーロー』
冒頭のレース中、背景の映画館に劇中劇『ジャック・スレイター』の看板がある。
『クリスティーン』
赤い1958年型プリムス・フューリーであるクリスティーンが登場。
『モンティ・パイソン・アンド・ホーリー・グレイル』
聖なる爆弾
手榴弾。最終決戦で、アーサー王物語繋がりかパーシヴァルが使用。
『トランザム7000』
1977年型ポンティアック・ファイヤーバード・トランザム“スペシャル・エディション”
主人公“バンディット”の乗る車。ショウが運転するがレースゲームクリア直後に爆発してしまう。
『エイリアン』
チェストバスター
アルテミスがイタズラでチェストバスターのグローブパペットを使用。
スラコ号
植民地海兵隊の宇宙船。エイチのコレクションの中に登場。
パルスライフル
植民地海兵隊の正式採用小銃。アルテミスが使用。
『デューン/砂の惑星』
ハルコネン・ドロップシップ
エイチのコレクションの中に登場。
惑星アラキスの宇宙船
エイチのコレクションの中に登場。
『サイレント・ランニング』
ヴァリー・フォージ
エイチのコレクションの中に登場。
『スター・ウォーズシリーズ』
スター・ウォーズシリーズの権利を保持するウォルト・ディズニー・カンパニーとの交渉は難航したが、最終的に許可を得ることに成功した。ただ、スピルバーグは同シリーズがレイ三部作やスピンオフを展開していることを理由に、本作でヨーダなどのキャラクターを前面に出さなかった。
Xウイング
戦闘機。ナイトクラブに向かうシーンに登場。
R2-D2
アストロメク・ドロイド。ラストシーンにてウェイドの部屋のテレビの近くにいる。
ミレニアム・ファルコン
ウェイドをスカウトする際報酬の一例としてソレントから言及される。
TIE・ディフェンダー
ミレニアム・ファルコン同様ウェイドをスカウトする際ソレントから言及される。
『スタートレックII カーンの逆襲』
マークIV 光子魚雷
ハリデーの遺言の映像でハリデーが入っていた棺。元の映画ではスポックの遺体が入れられた。また周囲にはエンタープライズ号や惑星連邦宇宙艦隊のマークの形の花輪が飾られている。
『スペースボール』
本作でも扱われる『スター・ウォーズ』などのパロディ映画。
イーグル5号
キャンピングカー型宇宙船。
『アルゴ探検隊の大冒険』
7人の骸骨剣士
クリーチャー。
『チャイルド・プレイシリーズ』
チャッキー
シリーズにおける主人公で、ナイフを振り回す危険な人形。最終決戦でアイテムとして登場する。誰彼構わず攻撃しようとしたため、パーシヴァルは慌ててシクサーズへ投げつけた。
『ロボコップ』
ロボコップが原作の姿で登場。冒頭でオアシス内を歩いている他、最終決戦では他のプレイヤーと共に全力疾走してシクサーズに突撃している。
ED-209
原作でオムニ社が開発した二足歩行の治安維持用ロボット。エイチのガレージ内にて登場。
デルタシティ
オムニ社が建設計画を立てていた近未来都市。キング・コングに壊された橋をアルテミスが飛び越えるシーンで一瞬建設予定の宣伝看板が見える。
『2001年宇宙の旅』
スペースポッド
原作に登場するディスカバリー号の船外活動カプセル。エイチのガレージ内にて登場。
『フェリスはある朝突然に』
フェラーリ250GT カリフォルニア・スパイダー
原作の主人公フェリス・ビューラーの親友キャメロンの父がコレクションする車。エイチのガレージ内にて登場。
『バカルー・バンザイの8次元ギャラクシー』
パーシヴァルがアルテミスとのデートでバカルーの服を着ている。ちなみにクラインは、過去に同作の二次創作の続編シナリオをネットで公開したことが世に出る契機となった。
『シンバッド七回目の航海』
サイクロップス
一つ目怪物。
『ゴジラシリーズ』
ワーナー・ブラザースは『GODZILLA ゴジラ』などのモンスターバースシリーズの配給を担当しているが、本作で登場するのはそれらには（本作公開時）登場していない怪獣。
メカゴジラ
ゴジラにそっくりなロボット怪獣。ソレントが最終決戦で搭乗。顔や手、全体的なディテールは『ゴジラvsメカゴジラ』の生頼範義版ポスター、フィンガーミサイル発射のモーションは昭和メカゴジラに近い。登場時のBGMには伊福部昭作曲の『ゴジラのテーマ（原作での曲名は『ゴジラ・タイトル』）』が用いられている。
『ミュータント・タートルズ』
タートルズ（2014年版）が登場。最終決戦ではシクサーズを相手に接近戦を挑んだ。
なお、2016年に続編『ミュータント・ニンジャ・タートルズ：影〈シャドウズ〉』が公開されている。
『ピーウィーの大冒険』
ピーウィーの自転車
主人公ピーウィーのお気に入りの自転車。本作ではエイチのガレージ付近に置かれている。

### その他のテレビドラマ
『スタートレック』
スターフリートのロゴ
ハリデーの遺言の映像に映った左側のフラワーアレンジメントと中央上のステンドグラス。
エンタープライズ号
右側のフラワーアレンジメント。
『ナイトライダー』
K.I.T.T.（キット）
ナイト2000に搭載されている人工知能。ウェイドのカスタムによってデロリアンに搭載されている。
『特攻野郎Aチーム』
GMCバン
Aチームたちが使用するバン。レースに登場する。
『宇宙空母ギャラクティカ』
コロニアル・バイパー
宇宙戦闘攻撃機。
『ファイヤーフライ 宇宙大戦争』
2005年に完結編である映画『セレニティー』が公開された。
セレニティー号
主人公マルコム・レイノルズ（マル）船長が所有するファイヤーフライ級の宇宙貨物船を改造した密輸船。ナイトクラブに向かうシーンと最終決戦に登場。
『アメリカン・ヒーロー』
アルテミスのバイクにエンブレムのステッカーが貼られている。

### ビデオゲーム
『ソニックシリーズ』
セガグループのゲームシリーズ。
ソニック・ザ・ヘッジホッグ
ソニックシリーズの主人公。最終決戦ではシクサーズにスピンアタックで攻撃している。
『Ultrabots』
1993年にエレクトロニック・アーツが発売したMS-DOS向けFPSゲーム。
スコーピオン
ゲーム内で使用できる大きな蠍型ロボット。序盤ドゥームにて大挙して登場。
『ジャウスト』
イエローナイト
駝鳥に乗った主人公騎士。序盤ドゥームにて大挙して登場、槍を手にスコーピオン軍団と正面から激突した。
『ストリートファイターシリーズ』
カプコンの対戦型格闘ゲームシリーズ。本作に登場するのは『ストリートファイター』及び『ストリートファイターII』以降、レギュラーとして長く登場し続けているキャラクター。
リュウ
日本代表の格闘家。キャッチコピーは“俺より強い奴に会いに行く”。
なお、終盤にパーシヴァルがソレントと対決する際にリュウの必殺技である波動拳を繰り出している。
春麗
中国代表の格闘家。インターポールの女性刑事。最終決戦ではシクサーズに蹴りをお見舞いしている。
エドモンド本田
日本代表の力士。序盤ドゥームで敵に張り手をお見舞いしている。
ブランカ
ブラジル代表。アマゾン奥地で育った野生児。一応人間。
サガット
タイ代表のムエタイの使い手。
『トゥームレイダー』
Eidos製のゲームシリーズ。
ララ・クロフト
主人公。考古学者で冒険家。
『オーバーウォッチ』
ブリザード・エンターテイメント製の対戦型FPS。
トレーサー
メインキャラクター。
『ポールポジション』
レーシングカーが登場。唯一版権物ではない。
『HALO』
マイクロソフトがXbox並びにPC向けに発売しているFPSシリーズ。シリーズの銃火器も複数登場している。
スパルタン
主人公であるマスターチーフが所属する特殊機甲部隊とその隊員の総称。最終決戦でシクサーズを相手に銃撃戦を繰り広げた。
ほぼ全員が『HALO3』以降のマスターチーフと同様、標準仕様のミョルニル・アーマーMkVIを着用しているが、所持する武装は各員で異なる。
コヴナント
人類と敵対した複数の異星人による宗教連合。最終決戦ではサンヘイリ（エリート）族とアンゴイ（グラント）族がスパルタンと共にシクサーズに突撃した。
『Gears of War』
同じくマイクロソフト発売のTPSシリーズ。ランサーアサルトライフル等の銃火器が登場。
『ゴールデンアイ 007』
ジェームズ・ハリデーが好んだFPSとして台詞にのみ登場。
『Minecraft』
Mojang ABの社員が開発したサンドボックスゲーム。序盤でウェイドが世界観を説明する際のオアシスの映像に“マインクラフトワールド”が登場する。
『StarCraft』
ブリザード・エンターテイメント開発のリアルタイムストラテジーゲーム。
ジム・レイナー
主人公。リックのアバター。
『スペースインベーダー』
タイトーが開発・発売したアーケード用シューティングゲーム。ジェームズ・ハリデーがそのTシャツを着ている。
『ギャラガ』
ナムコが開発・発売したアーケード用シューティングゲーム。ハリデーとモローのオフィスにポスターが貼られている。
『ドンキーコングジュニア』
任天堂が開発・発売したアーケード用アクションゲーム。現実世界で興奮のあまり雄たけびをあげる女の子の部屋にポスターが貼られている。
『メトロイド』
任天堂が開発・発売したファミコンディスクシステム、NES用アクションゲーム。ハリデーとモローのオフィスに日本のディスクシステム版のポスターが貼られている。
『マリオカート』
任天堂が開発・発売したレースゲーム。ヘレンの台詞にタイトルのみ登場。
『モータルコンバット』
ミッドウェイゲームズが開発・発売したアーケード用対戦格闘ゲーム。なお、本IP及び開発会社は2009年にワーナーブラザースが取得した。
ゴロー
初代作に登場する四本腕の半龍人。アルテミスのカモフラージュとして使われた。
モータルコンバットのエンブレム
同作のシンボルである龍のエンブレム。最後のイースターエッグの部屋にそれを模ったオブジェがあり、エッグを護っている。
スコーピオン
同作に登場する復讐のため冥府から蘇った忍者。最後のエッグの部屋に像が置かれている。
ライデン
同作に登場する地球を守護する雷神であり秘密結社「白蓮党」の総長。最後のエッグの部屋に像が置かれている。
サブ・ゼロ
同作に登場する氷を操る冷酷な忍者。最後のエッグの部屋に像が置かれている。
キタナ
同作に登場する扇子を武器とするくノ一。空中で踊るシーンで一瞬だけ映る。
『デューク・ニューケム』
3D Realms社が開発したシューティングゲーム。
デューク・ニューケム
主人公。序盤ドゥームでエイチに向けてロケットランチャーを発射したが当たらず返り討ちにされた。
『バトルボーン』
アティカス
冒頭のステーションで登場。
『バイオショック』
2Kボストン/2Kオーストラリアが開発したアクションロールプレイングゲーム。
ビッグダディ
最終決戦で登場。
『バトルトード』
Tradewest社発売、レア社が開発したイギリスのアクションゲーム。
ラッシュ
最終決戦で登場。
ジッツ
最終決戦で登場。
ピンプル
最終決戦で登場。
『ミズ・パックマン』
アルテミスのバイクにロゴのステッカーが貼られている。

### その他
『ボルトロン』
ドゥーム
惑星。最終決戦のステージでもあり、城には3つ目の鍵が存在する。
ビッグフット1号車
1974年に作られた実在する元祖モンスタートラック。フォード250をベースに改造して作られたマシン。エイチの愛車としてレースに登場。エイチのカスタムで丸鋸が装備され、シクサーズのマシンを破壊していく。
三船敏郎
トシロウのアバターであるダイトウとして、メカニカルな鎧武者の姿で登場。スピルバーグが生前の三船と友人だったことから、彼の遺族に了承を得て登場が実現した。
サンリオ関連
ハローキティ
マスコットキャラクター。冒頭のステーションやアノラック記念館に登場する。
なお、本作以前の2003年にワーナー・ブラザースとの共同開発でキティとトゥイーティーのコラボグッズが発売されている。
けろけろけろっぴ
マスコットキャラクター。
バッドばつ丸
マスコットキャラクター。
『機動戦士ガンダム』
RX-78-2 ガンダム
有人モビルスーツ（巨大人型ロボット）。ダイトウが120秒（2分間）変身可能とするレアアイテム“グレガリアス120”を使って変身する形で登場するが、その際のトシロウの台詞「俺はガンダムで行く!!」は、脚本で英語だったものが撮影時にスピルバーグの指示で日本語に変更されたものである。前述の通り『ゲームウォーズ』ではエイチが操縦するロボット。変身時間に制限があるなど本作には未登場のウルトラマンの役割を担っている。
武装はビームサーベルとシールドのみ。
『カウボーイビバップ』
上記の『ガンダム』と同じくサンライズ制作のSFアニメ作品。
ソードフィッシュII
主人公スパイク・スピーゲルの操る大気圏内外両用の高速戦闘機。エイチのガレージ内にて登場。
『フラグルロック』
80年代に放送されたアメリカの人形劇。エイチのコレクションが入ったボックスにキャラクターが描かれている。
『Exo-Squad』
80年代に放送されたアメリカのSFテレビアニメ。
PO-024 フィールド・リペア・Eフレーム
登場人物マギー・ウェストンが操縦するパワードスーツ。エイチのガレージ内にて登場。
マーベル・コミック関連
本作の製作のワーナー・ブラザースはマーベルの競合誌のDCコミックスを所有している。
ピーター・パーカー（スパイダーマン）＆ブルース・バナー（ハルク）
台詞にのみ登場。ウェイドがスーパーヒーローの本名のように名付けられたことを説明する際、両者の本名（同じイニシャルが連続する）を例に挙げる。
ルービックキューブ
全ての面を完成させることによって、使用者と仲間以外の時間を60秒間戻せるオアシスのアイテム“ゼメキスキューブ”として登場する。これは、『バック・トゥ・ザ・フューチャー』の監督であるロバート・ゼメキスと1980年代にルービックキューブが流行したことにちなむ。
サイモン
ハズブロから発売されている電子ゲーム機。劇中ではハリデー遺言の映像で、ハリデーが胸につけていたバッジになっている。
マッドボール
1985年に発売された怪物の顔をしたゴム製ボール。本作ではメカゴジラを破壊した手榴弾となって登場した。
トッツィー・ポップ
Tootsie Roll Industries社から発売されているポップキャンディ。中に同社の看板商品であるトッツィーロール（Tootsie Roll）が入っており、1969年に「フクロウさん、トッツィーポップの中身のトッツィーロールが出てくるまで何回舐めればいいの？」というフレーズが登場するテレビCMが話題になった。本作ではソレントとアイロックの最初のやり取りのシーンにて、アイロックがCMのフクロウについて触れている。
ピザハット
序盤現実世界でドローンがピザを配達している。
タイトー
アルテミスのバイクにロゴ（1967年から1988年にかけて使用された旧ロゴ）のステッカーが貼られている。
セガ
上記同様、ロゴのステッカーが貼られている。
シトロエン・C-ゼロ
実在するシトロエンの乗用車。三菱・i-MiEVのシトロエン版。
日産・リーフ
実在する日産の乗用車。パトカーとして登場。
日産・エルグランド
同じく実在する日産の乗用車。リーフと共に一瞬だけ登場。
スターバックス
最終決戦時の現実世界で登場。

## 劇中音楽
- JUMP（ヴァン・ヘイレン）
- I Wanna Be Your Lover（プリンス）
- Everybody Wants To Rule The World（ティアーズ・フォー・フィアーズ）
- I Hate Myself for Loving You（ジョーン・ジェット＆ザ・ブラックハーツ）
- Just My Imagination (Running Away With Me)（テンプテーションズ）
- Stand On It（ブルース・スプリングスティーン）
- One Way Or Another（ブロンディ）
- Can't Hide Love（アース・ウインド&ファイアー）
- Blue Monday（ニュー・オーダー）
- Stayin' Alive（ビー・ジーズ）
- We're Not Gonna Take It（トゥイステッド・シスター）
- You Make My Dreams（ダリル・ホール&ジョン・オーツ）
- Pure Imagination（ブライアン・グウェン feat. メリッサ・ソルトヴェット）

## テレビ放送
| 回数 | 放送局     | 放送枠          | 放送形態 | 放送日       | 放送時間（JST）   | 放送分数 | 平均世帯視聴率 | 備考                                                               |
| ---- | ---------- | --------------- | -------- | ------------ | ----------------- | -------- | -------------- | ------------------------------------------------------------------ |
| 1    | 日本テレビ | 金曜ロードSHOW! |          | 2020年7月3日 | 金曜21:00 - 23:24 | 144分    | 9.6%           | 地上波初放送。放送枠30分拡大。なお、一部シーンがカットされている。 |